# Robert Dale
Luitenant Robert Dale was de eerste Europese ontdekkingsreiziger die de Darling Scarp in West-Australië over trok.

## Leven
Robert Dale werd in november 1810 geboren in Winchester in Engeland. Hij was de zoon van majoor Thurston Dale en diens vrouw Helen Matthews. Dankzij de invloed van zijn grootvader, generaal William Dyott, werd Dale op 25 oktober 1827 als 'ensign' aangeduid in het 63e regiment van het Britse leger. In februari 1829 scheepte hij in op de Sulphur met een detachement troepen onder leiding van kapitein Frederick Irwin. Hun bestemming was West-Australië.
Bij aankomst in de kolonie werd hij gedetacheerd en als assistent aan landmeter-generaal John Septimus Roe toegewezen. Diens departement ruimtelijke ordening droeg een zeer grote werklast. Dale werkte vier jaar voor het departement. Hij tekende wegen uit, verkende ze en maakte ze vrij van begroeiing. Dale was de eerste Europeaan die de Darling Scarp over trok. Hij ontdekte er de vruchtbare vallei van de Avon en verkende de toekomstige locaties voor Northam, Toodyay en York. Hij was ook de eerste Europeaan die de numbat opmerkte en beschreef.
In november 1832 kocht Dale een vrijgekomen luitenantstitel maar het jaar erop keerde hij terug naar Engeland. Hij nam het gerookte hoofd van Yagan met zich mee, een opstandige Nyungah aboriginesman die door een jonge kolonist was gedood. Hij bleef er op verlof en verkocht in 1835 zijn titel. De opbrengst van de verkoop van zijn luitenantstitel samen met vijfhonderd pond die hij van zijn in januari 1835 gestorven grootvader had geërfd, maakte het Dale mogelijk zich in november 1835 te Liverpool als houthandelaar te vestigen. Hij zette zich in voor de promotie van het gebruik van West-Australisch jarrahhout. Dale stierf in Bath aan tuberculose op 20 juli 1853. Hij werd 42 jaar oud.

## Nalatenschap
Een aantal plaatsen werden naar hem vernoemd:
- Mount Dale, een van de hoogste toppen in de Darling Scarp, ten zuiden van Mundaring Weir.
- Dale, een zijrivier van de Avon.
- Ensign Dale Place in Northam.

Panoramic View of King George's Sound, Part of the Colony of Swan River is een panorama dat op basis van sketches van Dale en op zijn vraag in 1834 door Robert Havell werd uitgegeven. Het is een 274,1 centimeter lang en 19 centimeter hoog met de hand geschilderd panorama. Het toont het uitzicht vanop Mount Clarence.